# Anthony Miles (koszykarz)
Anthony Gillespie Miles (ur. 15 grudnia 1989 w Nowym Orleanie) – amerykański koszykarz występujący na pozycjach rozgrywającego oraz rzucającego obrońcy, obecnie zawodnik Leonis Gropup SPA Eurobasket Rzym.
10 sierpnia 2016 został po raz drugi w karierze zawodnikiem Polpharmy Starogard Gdański. 27 lipca 2017 podpisał umowę z zespołem Givova Scafati Basket, występującym w II lidze włoskiej.

## Osiągnięcia
Stan na 30 sierpnia 2019, na podstawie, o ile nie zaznaczono inaczej.
NCAA
- Uczestnik turnieju NCAA (2012)
- Mistrz:
  - turnieju konferencji Southland (2012)
  - dywizji (2012)
- Zaliczony do:
  - I składu turnieju konferencji Southland (2012)
  - II składu konferencji Southland (2012)
  - składu All-Southland Honorable Mention (2011)
- Lider konferencji Southland w skuteczności rzutów wolnych (2012)[4]

Drużynowe
- Wicemistrz Łotwy (2016)

Indywidualne
- Lider strzelców ligi holenderskiej (2013)
- Uczestnik meczu gwiazd ligi holenderskiej (2013)